# Belisario Domínguez, Motozintla
Belisario Domínguez är en ort i Mexiko.   Den ligger i kommunen Motozintla och delstaten Chiapas, i den sydöstra delen av landet, 900 km sydost om huvudstaden Mexico City. Belisario Domínguez ligger 694 meter över havet och antalet invånare är 2 011.
Terrängen runt Belisario Domínguez är bergig åt sydost, men åt nordväst är den kuperad. Belisario Domínguez ligger nere i en dal. Runt Belisario Domínguez är det ganska tätbefolkat, med 78 invånare per kvadratkilometer. Närmaste större samhälle är Motozintla de Mendoza, 16,2 km nordost om Belisario Domínguez. I omgivningarna runt Belisario Domínguez växer i huvudsak städsegrön lövskog.